# Hospedaria dos Imigrantes de Vitória

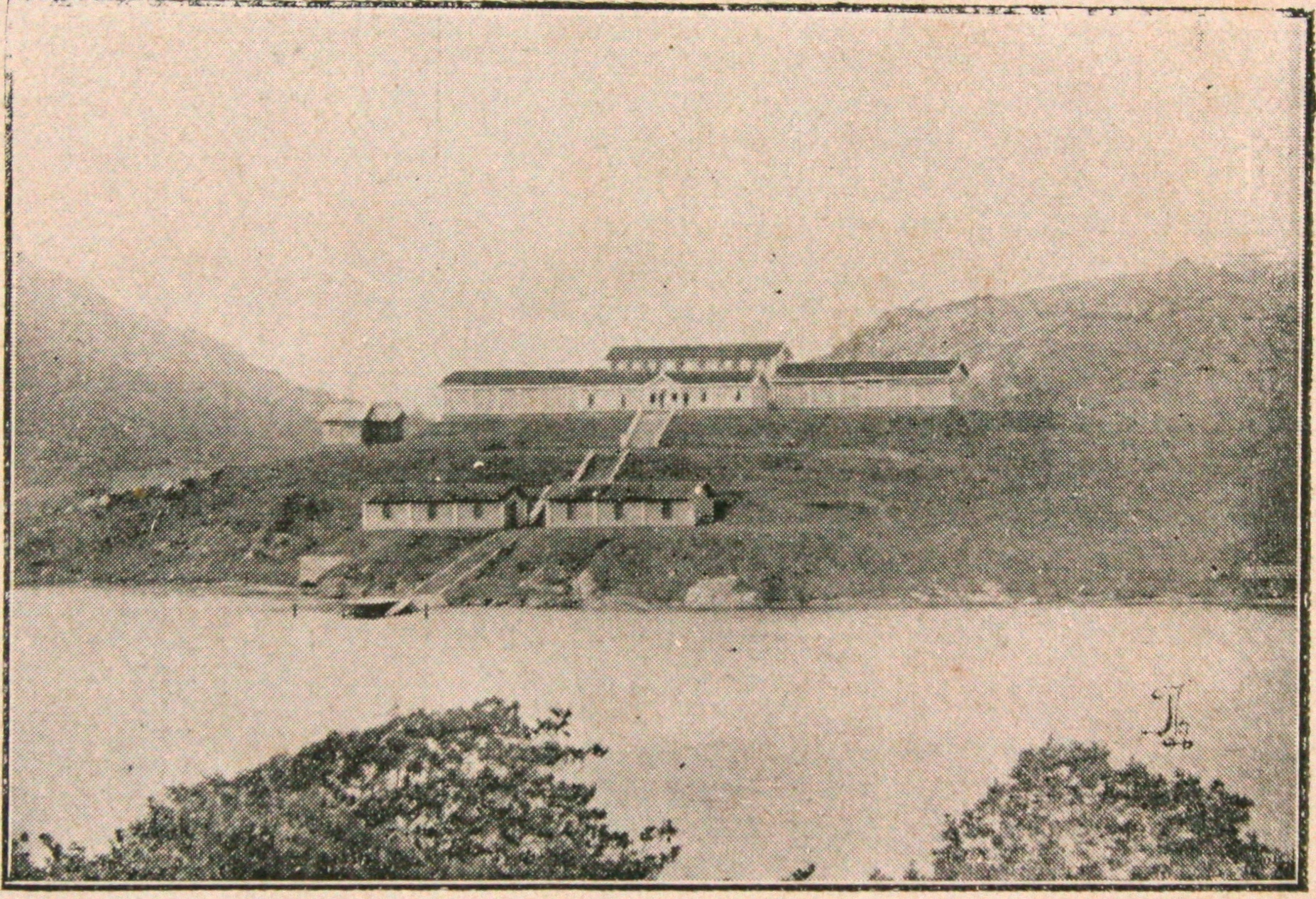
Inaugurada em 1889, recebeu 23 mil imigrantes, dos quais, 18.750 eram de nacionalidade italiana.

A Hospedaria dos Imigrantes de Vitória (tambem conhecida como Hospedaria Pedra D'água) foi inaugurada em 1889 na localidade de Pedra d'Água, na entrada de uma baía pertencente ao município de Vila Velha.
Localizada bem próxima à Prainha onde em 1535 desembarcaram os primeiros colonizadores sob o comando do donatário Vasco Fernandes Coutinho.
Em 1924 o edifício foi transformado em penitenciária do Estado, situação que permanece até os dias atuais, com a denominação de Instituto de Reabilitação Social (IRS). Está em discussão, dentro do âmbito governamental, uma proposta de transformar o local em um terminal portuário de apoio à crescente produção de petróleo no Estado. A imprensa local já noticiou a demolição do edifício histórico (marco zero da chegada dos antepassados de aproximadamente três milhões de cidadãos capixabas). Portanto, corre o risco de desaparecer por completo todas as referências da antiga Hospedaria onde milhares de imigrantes fizeram quarentena, antes de seguirem definitivamente para as colônias e antigas fazendas escravocratas do Espírito Santo.
Entre os anos de 1889 a 1900, período do maior fluxo de imigrantes para o Estado, a hospedaria recebeu mais de 20 mil imigrantes, conforme números extraídos do Projeto Imigrantes Espírito Santo, do Arquivo Público do Estado.